# Estación de Pont-sur-Yonne
La estación de Pont-sur-Yonne es una estación ferroviaria francesa de la línea París - Marsella, situada en la comuna de Pont-sur-Yonne, en el departamento de Yonne, en la región de Borgoña. Por ella transitan únicamente trenes regionales.

## Historia
La estación fue inaugurada por el estado el 12 de agosto de 1849 y posteriormente cedido en 1852 a la compañía de ferrocarriles de París a Lyon. En 1857 se integró en la compañía de ferrocarriles de París a Lyon al Mediterráneo.
A principios del siglo XX el edificio para viajeros fue destruido para poder desdoblar la línea férrea.
En 1938, la compañía fue absorbida por la recién creada SNCF. Desde 1997, explotación y titularidad se reparten entre la propia SNCF y la RFF.
En 2004 la estación fue víctima de un incendio que obligó a la reconstrucción de la misma. Las obras concluyeron el 9 de septiembre de 2009.

## Descripción
Situada en un tramo de alta capacidad que sigue el cauce del río Yonne, esta estación se compone de dos andenes, dos laterales y uno central, al que acceden cuatro vías. 
Dispone de atención comercial durante toda la semana y de máquinas expendedoras de billetes. 

## Servicios ferroviarios

### Regionales
Los TER Borgoña enlazan las siguientes ciudades:
- Línea París / Montereau - Laroche-Migennes.
- Línea Villeneuve-la-Guyard - Auxerre.